# 梵天之眼
创世者之眼（Eye of Brahma，梵天之眼）富有传奇性的黑钻石，相传这颗钻石附有诅咒，原为印度本地治里的印度教梵天神像的眼睛，被一名印度教僧侣摘下，原重195克拉，从此流落在外
。
传说从此之后，这颗黑钻的主人便被诅咒：三位持有人先后跳楼自杀—1932年将这颗钻石进口到美国的纽约珠宝商帕里斯（J. W. Paris）跳樓自殺，與1947年俄国公主纳迪亚（Nadia Vyegin-Orlov），李奥妮拉（Leonila Galitzine-Bariatinsky）相隔一个月相继自杀。
後來这颗钻石被切割成三块，辗转被民间收藏家收藏。